# Monodontium bukittimah
Monodontium bukittimah là một loài nhện trong họ Barychelidae. Loài này phân bố ờ Singapore.